# Sōshun
Sōshun (早春, Sōshun, lit "início da primavera") (bra: Começo de Primavera/prt: Primavera Prematura) é um filme de 1956 dirigido por Yasujirō Ozu, que retrata a história de um homem assalariado casado (Ryō Ikebe) que escapa da monotonia do seu relacionamento e de seu trabalho em uma empresa que fabrica tijolos ao iniciar um caso com sua colega de escritório (Keiko Kishi). O filme também trata das adversidades do estilo de vida do assalariado. "Eu queria", disse Ozu, "retratar o que você poderia chamar de pathos na vida dos trabalhadores de colarinho branco."

## Sinopse
O funcionário de escritório Shoji Sugiyama (Ryo Ikebe) acorda e segue sua rotina matinal, acompanhado por sua esposa Masako (Chikage Awashima), antes de ir para seu trabalho num escritório em uma empresa fabricante de tijolos refratários em Tóquio.
Durante uma caminhada com seus amigos de escritório, Shoji passa um tempo sozinho com uma colega de trabalho, a datilógrafa Chiyo, apelidada de "Peixinho Dourado" por seus olhos grandes (Keiko Kishi). Após a viagem, sua colega inicia tentativas de se aproximar de Shoji e os dois acabam por começar um caso amoroso. Masako suspeita que algo está errado, mas reluta em confrontar o marido. Depois que Shoji não consegue participar do aniversário em memória da morte de seu filho, ele e Masako se distanciam progressivamente.
Seus amigos também suspeitam que algo está acontecendo entre Shoji e a datilógrafa. Eles confrontam a colega de trabalho, aconselhando-a a não se intrometer na vida do casal. Ofendida pelo ocorrido, Chiyo visita Shoji tarde da noite. Masako, convencida de que suas suspeitas têm fundamento, exige que Shoji lhe conte a verdade sobre seu relacionamento com a nova mulher. Shoji ainda mente sobre isso e, na manhã seguinte, Masako deixa sua casa para ir morar com a mãe.
Shoji muda-se para o escritório de uma das filias da empresa na cidade provinciana de Mitsuishi (agora parte de Bizen). Masako eventualmente viaja para Mitsuishi e ela se encontra com Shoji. Ambos prometem esquecer os problemas que tiveram no passado e decidem lutar pela felicidade do casamento.

## Elenco
- Chikage Awashima como Masako Sugiyama
- Ryō Ikebe como Shoji Sugiyama
- Keiko Kishi como Chiyo Kaneko ("peixinho dourado")
- Teiji Takahashi como Taizo Aoki
- Chishū Ryū como Kiichi Onodera
- So Yamamura como Yutaka Kawai
- Haruko Sugimura como Tamako
- Takako Fujino como Terumi Aoki
- Masami Taura como Koichi Kitagawa
- Kumeko Urabe como Shige Kitagawa
- Kuniko Miyake como Yukiko Kawai
- Daisuke Katō como Sakamoto
- Koji Mitsui como Hirayama
- Eijirō Tōno como Tokichi Hattori
- Fujio Suga como Tanabe
- Haruo Tanaka como Nomura
- Chieko Nakakita como Sakae Tominaga
- Nobuo Nakamura como Arakawa
- Seiji Miyaguchi como marido de Tamako
- Tsûsai Sugawara como cliente de Shige

## Produção

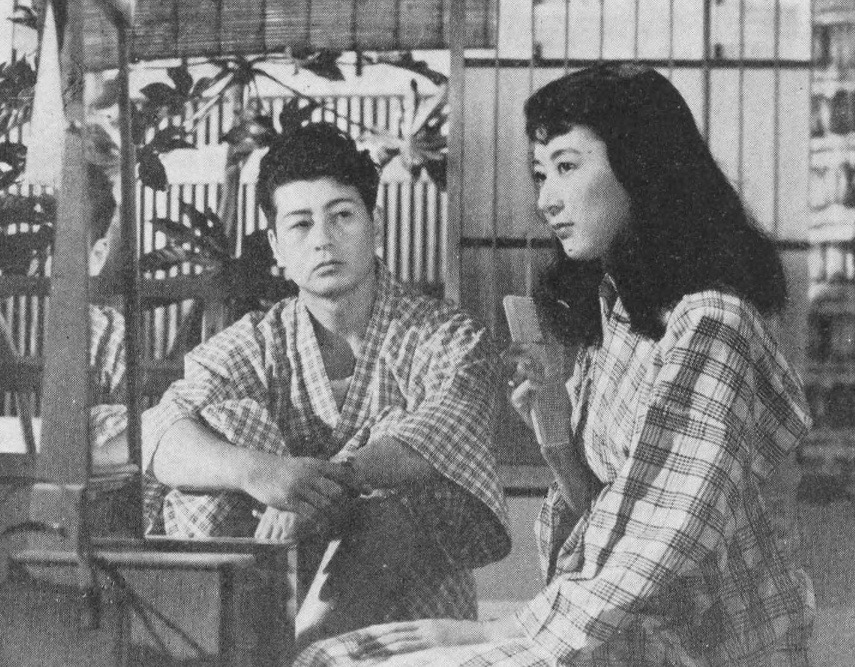
Os atores Ryō Ikebe e Keiko Kishi em cena do filme

Após o lançamento de Tōkyō Monogatari, Ozu foi chamado para auxiliar sua amiga e atriz Kinuyo Tanaka na conclusão de seu segundo filme como diretora, Tsuki wa noborinu. Quando a produção de Sōshun começou, Ozu já estava afastado da carreira de diretor fazia três anos: um hiato substancial para alguém que tinha feito uma média de um filme por ano desde o fim da Segunda Guerra Mundial. Nesse ínterim, a popularidade do "Ofuna-cho" ou "drama caseiro", o gênero de filme ao qual Ozu estava mais intimamente associado, diminuiu. Ozu afirmou que “as tradições do Ofuna-cho são o resultado de 30 anos. Eles não vão cair em uma manhã". No entanto, sob pressão do seu estúdio, Ozu fez várias aceitações à modernidade. Ele escalou atores jovens e populares e, com o colaborador de longa data Kōgo Noda, entregou um roteiro desprovido das figuras parentais dominantes que eram uma presença constante em seus filmes anteriores. O tema dos problemas de comunicação entre gerações, outro tópico que Ozu possuía familiaridade, também estava ausente. Em seu lugar estava o tema da desilusão com a vida de assalariado. “Eu queria tentar representar o estilo de vida deles”, disse Ozu. "A emoção e as aspirações que alguém sente como um recém-formado entrando na sociedade diminuem gradualmente com o passar dos dias. Mesmo trabalhar diligentemente por trinta anos não significa muito."
Sōshun faz uso de elipses temporais, lacunas na narrativa nas quais o público é convidado a projetar significados, comuns nos filmes de Ozu. Por exemplo, depois que Shoji e Chiyo começam seu romance, não os vemos sozinhos até que ela visita a casa de Shoji. Como isso ocorreu depois que os amigos da dupla confrontaram Chiyo, nós, assim como os amigos, não sabemos ao certo se o caso continuou. Ozu também omite cenas potencialmente melodramáticas: Masako não descobre o lenço manchado de batom do marido na tela, mas, em vez disso, conta a descoberta para a mãe.

## Recepção
O Rotten Tomatoes classifica Sōshun em 100% de aprovação, com uma nota média de 8/10. Em uma crítica altamente positiva, Nora Sayre do The New York Times escreveu que a obra "transmite a claustrofobia da vida no escritório melhor do que qualquer outro filme que já vi", e que "Ozu encontra profundidades dramáticas em vidas tranquilas e comuns. E durante o tempo que você passa com essas pessoas – durante todo o filme – você realmente sente que as conhece bem, que entende por que seus relacionamentos se desenvolvem ou não.” Sayre escreveu que as "emoções ou instintos ocultos dos personagens são brilhantemente revelados através de pequenos detalhes".
No The New Yorker, Richard Brody argumentou que "a visão desesperada de Ozu sobre o Japão do pós-guerra olha tão duramente para a modernização cega quanto para a tradição decadente". Don Druker, do Chicago Reader, chamou o filme de uma "reconstrução casual, mas meticulosamente detalhada, do ambiente rotineiro de colarinho branco do Japão." Apesar dos elogios, não é uma das obras mais renomadas de Ozu.

## Mídia doméstica
Em 2012, o BFI lançou o filme em DVD para a Região 2, junto com Tōkyō Boshoku e Tōkyō no Onna, entitulando-os como os Três Melodramas.